# یادگیری مسئله محور

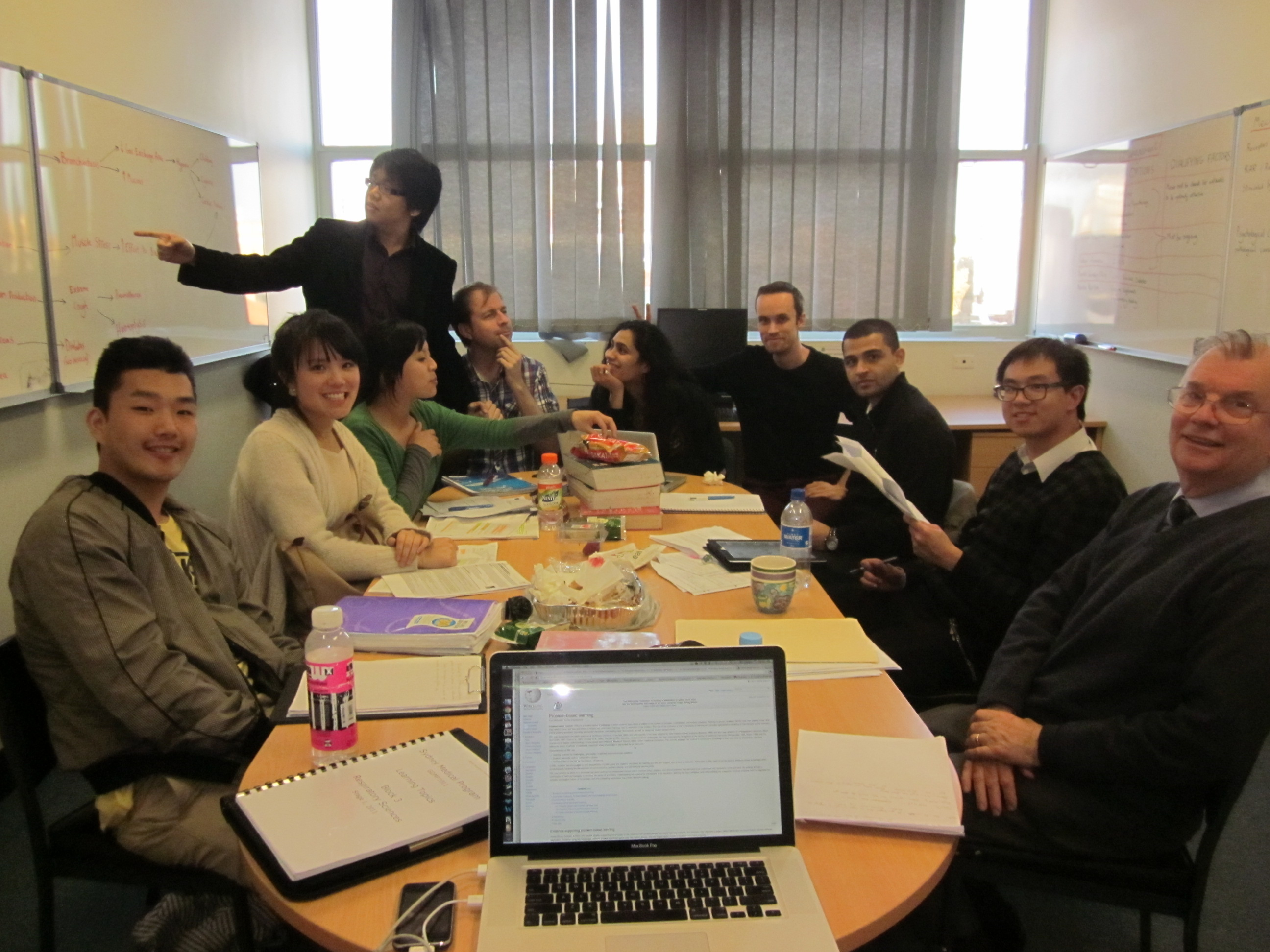
یک گروه یادگیری مسئله محور در یک بیمارستان دندانپزشکی در سیدنی

یادگیری مبتنی بر مسئله, یک فن آموزشی دانشجو محور می باشد که درآن دانشجویان از طریق تجربه ی بدست آمده از همکاری با یکدیگر در مورد موضوعی به فراگیری علم می پردازند. یکی از مشکلات همراه باروش‌های آموزش سنتی، که مدرس محور بوده و در آن به فراگیرندگان فرصت تفکر (به عنوان امر ضروری در یادگیری) داده نمی‌شود، عدم توانمندی فراگیرندگان در کاربرداطلاعات علمی در شرایط واقعی و انجام وظایف حرفه‌ای است.
فراگیرندگان اغلب مطالبی را که با شیوه‌های سنتی یادمی‌گیرند، پس از مدتی به فراموشی می‌سپارند. با عنایت به تقسیم‌بندی یادگیری به انواع کلامی، حرکتی، مشاهده ای، اجتنابی، تصادفی و نهفته و نیز وجود پیچیدگی و اختلاف میان آنها، متخصصین علوم تعلیم و تربیت، نوع دیگری از یادگیری تحت عنوان یادگیری مبتنی بر طرح مسئله را مطرح ساختند. در این روش که دانشجو محور بوده و فراگیران با استفاده از شیوه مباحثه، فعالانه در فعالیت‌های آموزشی شرکت می‌کنند، از طرح مسایل و نظرات و نیز ذکر تجربیات زندگی واقعی به عنوان محرکی برای تسهیل، بهبود و تعالی فرایند یادگیری، که خود فراگیرندگان با مشارکت فعالانه مسئولیت آن را بعهده می‌گیرند استفاده می‌شود. فرایند یادگیری مسئله محور متمرکز بر حل مسئله به یک روش خاص نمی‌باشد و موجب رشد مهارت‌ها و ویژگی‌های مطلوب در افراد می‌گرددکه مشتمل بریادگیری دانش، افزایش مشارکت گروهی و ارتباط می‌باشد.
یادگیری مسئله محور یک رویکرد فعال به یادگیری است که فراگیرندگان در فهم و حل مسائل پیچیده و بد ساختار با هم مشارکت می‌کنند. فراگیرندگان به دلیل طبیعت پیچیده و بدساختار مسائل نیاز به اشتراک دانش جاری خود، گفتگو و بحث در مورد عقاید پیشنهادی، تحقیق در خصوص اطلاعات و ساخت مباحثات اصولی برای تأیید راه حل‌های پیشنهادی خود دارند. یادگیری مسئله محور، توانایی دانشجویان را در انتقال دانش به مسائل جدید و دستیابی به ادراکی منسجم تر افزایش می‌دهد. کیفیت مسئله، پایهٔ موفقیت یک طرح یادگیری است. مسئله باید چالش‌برانگیز باشد تا درگیری پیش بیاید و انگیزه برای حل آن مسئله به وجود آید. در طراحی مسئله باید تصویر درستی از دانشی که دانشجو مسئله را ببیند و حل کند ایجاد شود. این یادگیری یک فرایند اجتماعی برای حل مسائل دنیای واقعی است.

### مفهوم
«وود» یادگیری مسئله محور را به عنوان یک فرایندی که با استفاده از موضوعات خاص در یک برنامه موجب ارتقاء دانش و فهم می‌شود، تعریف می‌کند. در این روش دانشجویان بیشتر به سمت «تفکر» هدایت شده و از حفظ کردن مطالب می‌پرهیزند. همچنین به نظر می‌رسد به علت ایجاد یک فضای متنوع، میزان رضایت از نحوه تدریس بیشتر از روش تدریس سنتی می‌باشد.
- دانشجویان در یادگیری مسئله محور بدنبال پاسخ هستند.
- اهداف را مرور می‌کنند.
- به نقش خود پی می‌برند.
- روش‌های خاص و مبهم را به کمک همدیگر شفاف سازی می‌کنند.
- نگرانی‌های خود را در مورد سؤال و راه حل آن مطرح می‌کنند.
- با منابع علمی و اطلاعاتی جدید آشنا می‌شوند
- راهبردهای جدید را تمرین می‌کنند
- با اشتیاق همکاری می‌کنند

#### انواع مسئله
- مسائل تشخیصی: فراگیرندگان باید علت یک مشکل را شناسایی کنند.[۹]
- مسائل طراحی: فراگیرندگان باید محصولی طراحی کنند که مجموعه ای از کاربردها را داشته باشد.[۱۰]
- مسائل تصمیم‌گیری: فراگیرندگان باید برای انتخابی بین جند گزینه مختلف تصمیم‌گیری کنند.[۱۱]

### تاریخچه
این روش برای اولین بار در مرکز علوم سلامت دانشگاه مک مستر در سال‌های ۱۹۶۰ اجرا شد. دانشجویان پزشکی چگونگی استفاده از علوم پایه در مراقبت‌های بالینی را فرا نگرفته بودند. بدین ترتیب یادگیری مسئله محور در طب آغاز شد. سپس در آموزش عالی، در برنامه‌های درسی حوزه سلامت و برنامه‌های حرفه‌ای همچون مهندسی، معماری، علوم تربیتی و نهایتاً در مدارس به شکوفایی رسید.
در اواخر دهه ۱۹۹۰ به منطقه اقیانوس آرام به ویژه در استرالیا و چین گسترش یافت و در برنامه‌های پزشکی بکار برده شد. در عصر حاضر شاهد تغییرات سریعی در تعلیم و تربیت هستیم که تحت عنوان حرکت از دانش منقسم و راکد به دانشی که تحت عنوان یک ابزار برای تفکر و عمل تصور می‌شود توصیف می‌گردد. تغییر از یک مدل فردی یادگیرنده به گروه‌ها و جوامع یادگیری و از یک آموزش پویا به یک یادگیری پویا می‌باشد.

### مقدمه
ایده اصلی PBL آنست که آغاز فرایند یادگیری باید با طرح یک مسئله باشد تا آموزش گیرندگان که به‌طور معمول در گروه‌های ۵ تا ۱۰ نفره قرار دارند ضمن کار روی مسئله، دانش لازم جهت حل آن را دریابند. در این میان حضور مدرس تسهیل‌کننده فرایند یادگیری (نه فراهم‌کننده محتوای یادگیری) و تشویق‌کننده فراگیران است. برخلاف روش‌های سنتی یادگیری که دانشجویان دانش لازم جهت حل مسئله را قبل از رویارویی با مسئله فرا می‌گیرند در روش PBL کسب دانش، حاصل و نتیجه کار بر روی مسئله می‌باشد. فرایند گفت و شنود آموزشی در یادگیری مسئله محور مشتمل است بر کار در گروه‌های کوچک یادگیرندگان که در آن هر دانشجویی در گروه نقشی دارد. این روش متمرکز است بر «بازتاب» و «استدلال» دانشجو برای اینکه خود، یادگیری را بسازد. جلسات PBL بر اساس هفت گام سازماندهی می‌شوند که عبارتند از: شفاف سازی مسائل و مفاهیم، تعریف مسئله یا مسائل، طوفان مغزی، ترکیب و فرضیه، تحقیق برای بدست آوردن اطلاعات و یادگیری حقایق، مطالعه مستقل و تلفیق.
جنبه‌های مهم فرایند یادگیری مسئله محور عبارتند از:
- فعالسازی دانش پیشین
- بازیابی اطلاعات
- استدلال تجمعی
- تضادهای شناختی که منجر به تغییرات مفهومی می‌شوند
- مشارکت در یادگیری

#### مبانی نظری یادگیری مسئله محور
PBL یک رویکرد سازنده گرا برای آموزش را مدنظر قرار می‌دهد و در حالیکه از نقش تسهیل گرانه مدرس حمایت می‌کند بر یادگیری همیارانه و خود محور تأکید می‌نماید. یادگیری مسئله محور بر نظریه‌های ساختارگرایانه وجامعه شناختی_فرهنگی استوار است. دیدگاه اجتماعی_فرهنگی در گروه‌های کوچک یادگیری، بازنمایی تأثیر نظریه ویگوتسکی می‌باشد:صحبت کردن موجب تغییر در تفکر می‌شود.
«یو» و «اشمیت» و «هونگ» فرایند سازنده گرایی شناختی PBL را به شرح ذیل به دقت شرح می‌دهند:
- فراگیرندگان با یک مسئله مواجه می‌شوند و از طریق بحث درون گروهی، دانش پیشین خود را فعال می‌کنند.
- آن‌ها نظریه‌ها و فرضیه‌های احتمالی را برای توضیح مسئله در گروه خود بسط می‌دهند و با هم مسایل یادگیری را که باید در مورد آن‌ها تحقیق انجام بشود، تعریف می‌کنند. سپس آن‌ها یک مدل اولیه مشارکتی برای توضیح مسئله می‌سازند. تسهیل گران چارچوبی را برای دانشجویان فراهم می‌کنند تا آن‌ها بتوانند دانش مرتبط با مسئله را بسازند.
- بعد از کار گروهی اولیه فراگیرندگان با مطالعه خود محور به‌طور مستقل فعالیت می‌کنند تا در مورد مسایل تعریف شده تحقیق نمایند.
- دانشجویان برای بحث دربارهٔ یافته‌هایشان و تصحیح توضیحات اولیه خود که مبتنی بر آنچه فراگرفته‌اند می‌باشد. دوباره در گروه قرار می‌گیرند.[۲۱]

#### خصوصیات و نقش مربیان
هر چند برخی مدرسین تدریس سنتی اکراه دارند تا انتقال اطلاعات را که بیشتر نشاندهنده تسلط آن‌ها بر مبحث درسی است، کنار بگذارند و در سیستم PBL به عنوان مربی ایفای نقش هدایت و تعامل فراگیرندگان را تسهیل کنند، اغلب آن‌ها از ایفای نقش مربیگری لذت می‌برند. مدرس شرایطی را فراهم می‌کند تا دانشجویان خلاقیت، خودباوری و استقلال خود را افزایش دهند. در یک محیط باز و فضای حاکی از اعتماد، تعامل دانشجویان را تسهیل می‌کنند و عملکرد خود را ارزیابی می‌کنند. با انرژی بودن- علاقه‌مند بودن- تشویق تفکر مستقل- تقویت کار گروهی و ارائه بازخورد از خصوصیات بارز مربیان و مدرسان این متد است.

#### ویژگی‌های محیط مناسب در یادگیری مسئله محور
- ادغام محتوا در جند رشته درسی
- مشارکت و کار گروهی
- بکارگیری و تلفیق آموخته‌های جدید برای درک بهتر ابعاد مختلف مسئله
- بازاندیشی فردی و گروهی دربارهٔ فرایند یادگیری
- درگیری با مسائل و مشکلات جهان واقعی
- فرایندهای ارزیابی که پیشرفت فراگیرندگان به سمت اهداف یادگیری مسئله محور را اندازه‌گیری کند.[۲۳]

### مزایا
- افزایش مهارت یادگیری از طریق خودراهبری (directed learning-Self)
- تقویت قدرت استدلال، تفکر منطقی و افزایش کنجکاوی فراگیرندگان یا عنایت به اینکه همه رویدادها و بالطبع مسائل موجود در جهان در حال تغییر و توسعه است و از این حیث PBL به عنوان یک تکنیک آموزشی پویا سبب ایجاد خلاقیت و نوعی باور در فراگیر و نیز ایجاد حس مالکیت در فراگیران بر پروژه و کارها می‌شود
- PBL یک استراتژی دانشجو-محور (student-centered strategy) است.
- فراهم ساختن شرایط مناسب برای ارائه اطلاعات ارزشمند و آموخته‌های جدید به دیگران
- فراگیرندگان می‌آموزند چگونه اطلاعات جمع‌آوری کنند و بواسطه طبیعت روش PBL جهت فهم بیشتر و بکار بستن دانسته‌ها تحریک می‌گردند
- فراگیرندگان می‌آموزند با چه روشی اطلاعات جمع‌آوری شده را تجزیه و تحلیل کنند
- فراگیرندگان می‌آموزند چگونه نتیجه‌گیری و قضاوت کنند
- انگیزه فراگیرندگان برای آموزش مستمر، کسب مهارت و کوشش برای یافتن راه حل مناسب در مواجه شدن با مسائل، افزایش می‌یابد
- آموزش دانشجو- محور است و استاد نقش هماهنگ‌کننده دارد
- دوره‌های آموزشی از لحاظ زمانی، سطح علمی و موضوع انعطاف‌پذیرتر از روش‌های آموزش سنتی است.
- کتاب‌های Text تنها منبع اطلاعات به‌شمار نمی‌روند
- تقویت یادگیری مادام العمر، اهمیت و تأکید بر فهم نه بر حقایق (تمرکز بر درگیر بودن دانشجو در یافتن راه حل‌ها برای یافتن موقعیت‌های واقعی زندگی و مسایل متناسب با موضوع)
- یادگیری عمیق و رویکرد سازنده گرایی
- تقویت مهارت‌های بین فردی و کار گروهی
- نگرش خودانگیخته
- غنی سازی رابطه معلم-دانش آموز[۲۴]

### محدودیت‌ها
- دشواری روش و مقاومت در تغییر شیوه تدریس از سنتی به PBL
- به امکانات زیادی جهت اجرای این روش نیاز است.
- زمان بیشتری برای اجرای هر جلسه نیاز است.
- با توجه به اینکه اغلب هر مدرس می‌تواند در مباحث خاصی مهارت لازم را کسب نماید و نظر به اینکه در هر جلسه تعداد محدودی دانشجو می‌توانند در مباحث شرکت نمایند، برای هر درس ترجیحاً به تعداد مدرس بیشتر (و تشکیل جلسات به صورت همزمان) نیاز می‌باشد.[۲۵]

## ارزیابی
اهداف نهایی یادگیری مسئله محور عبارتند از:
- ترویج درک مفهومی عمیق‌تر
- ترویج دانش ادغام شده و مربوط به موقعیت‌های واقعی
- ترویج مهارت‌های قابل انتقال و قابل استفاده در موقعیت‌های مختلف

در یادگیری مسئله محور، تسلط فراگیران بر دانش و مهارت هاو فرایندهای حل مسئله مورد ارزیابی قرار می‌گیرد. ارزیابی در موقعیت‌های واقعی و عملگرایانه معنادارتر است.